# Isn't It Romantic? (chanson)
Isn't It Romantic? est une chanson composée par Richard Rodgers sur des paroles de Lorenz Hart pour le film musical américain Aimez-moi ce soir, sorti en 1932.
Dans le film, elle est chantée par Maurice Chevalier, Jeanette MacDonald (qui jouent les principaux protagonistes), Bert Roach, Rolfe Sedan, Tyler Brooke et un chœur.

## Accolades
La chanson (dans la version originale du film, créditée à Maurice Chevalier et Jeanette MacDonald) est classée 73e dans la liste des « 100 plus grandes chansons du cinéma américain » selon l'American Film Institute (AFI).